# Monastère des Bernardines de Dijon
Le monastère des Bernardines de Dijon est un monastère de Bernardines du XVIIe siècle de style classique et Renaissance, associé à l'église Sainte-Anne de Dijon à Dijon en Côte-d'Or en Bourgogne-Franche-Comté. Le monastère est inscrit aux monuments historiques depuis le 26 mai 1926 et abrite le musée de la Vie Bourguignonne Perrin de Puycousin depuis 1993. L'église abrite le musée d'art sacré de Dijon inauguré en 1980.

## Galerie

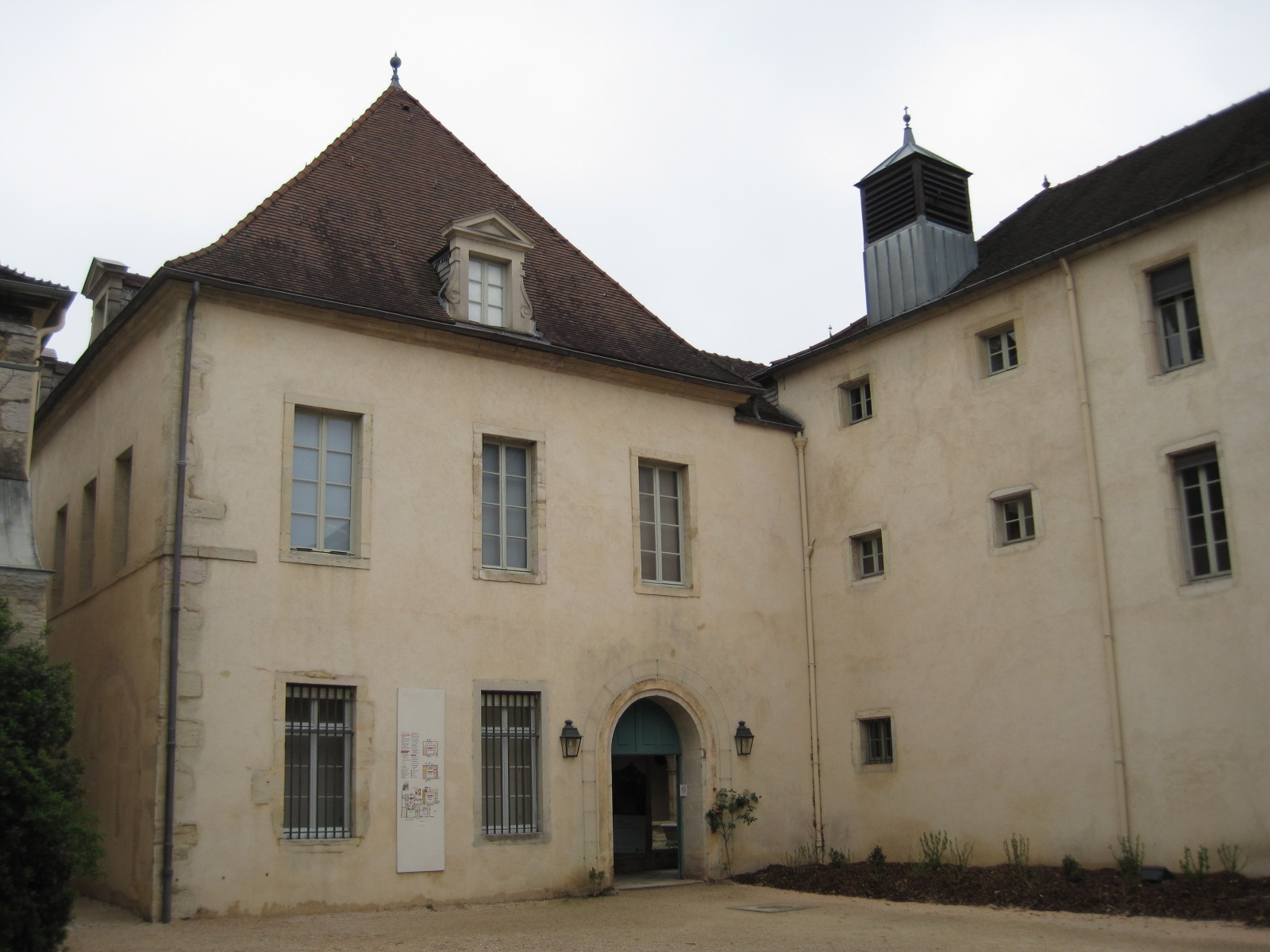
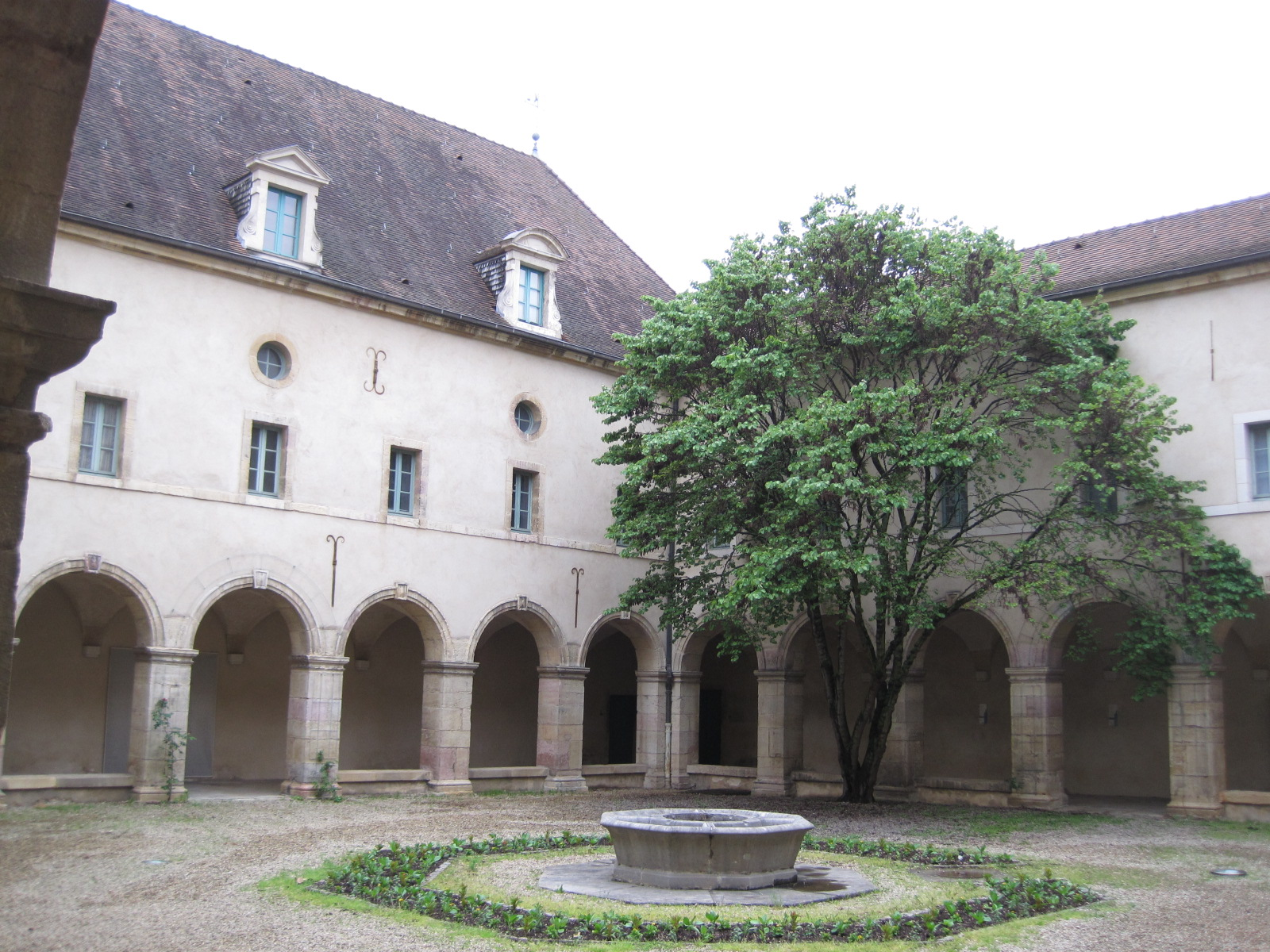
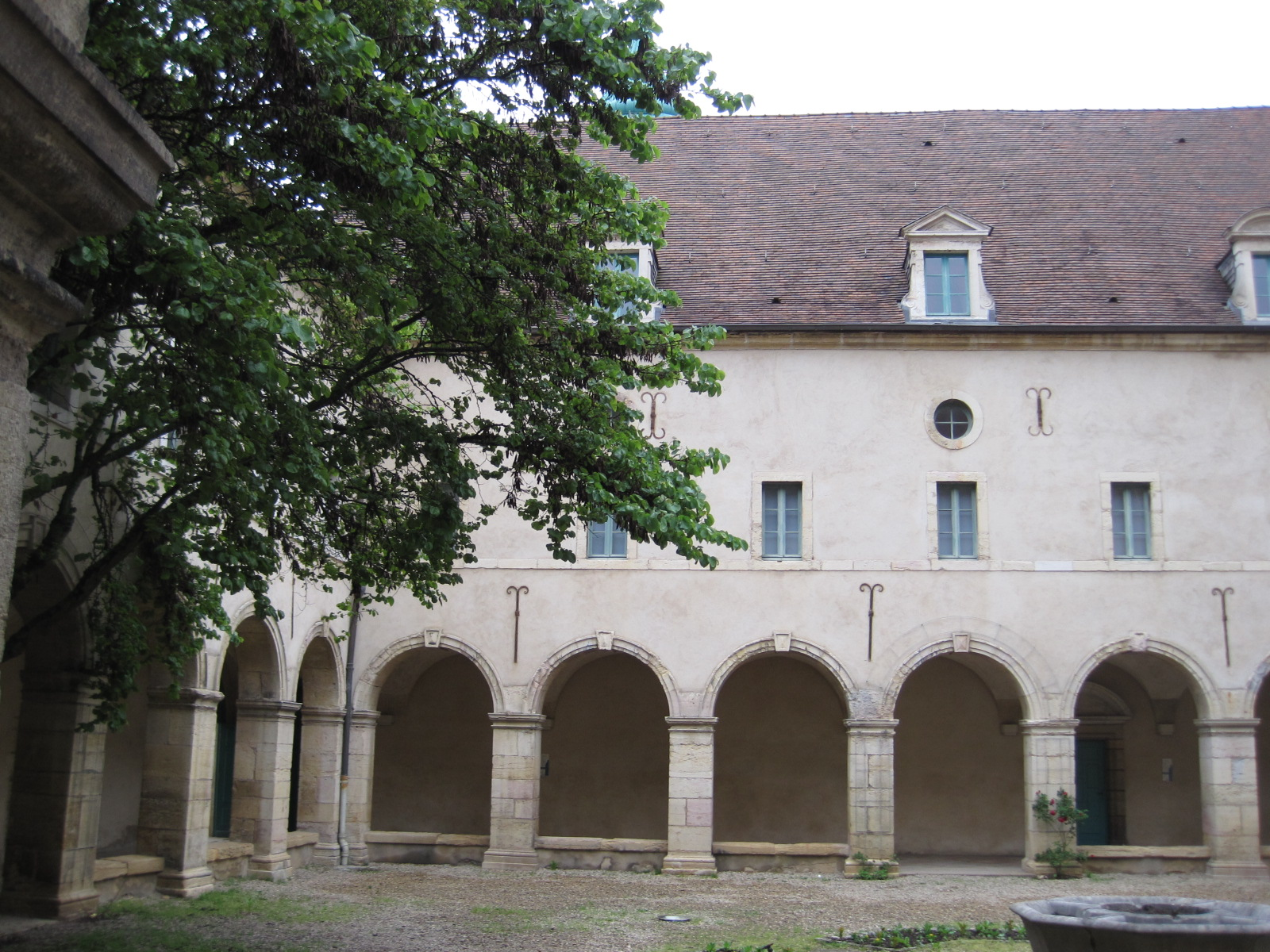
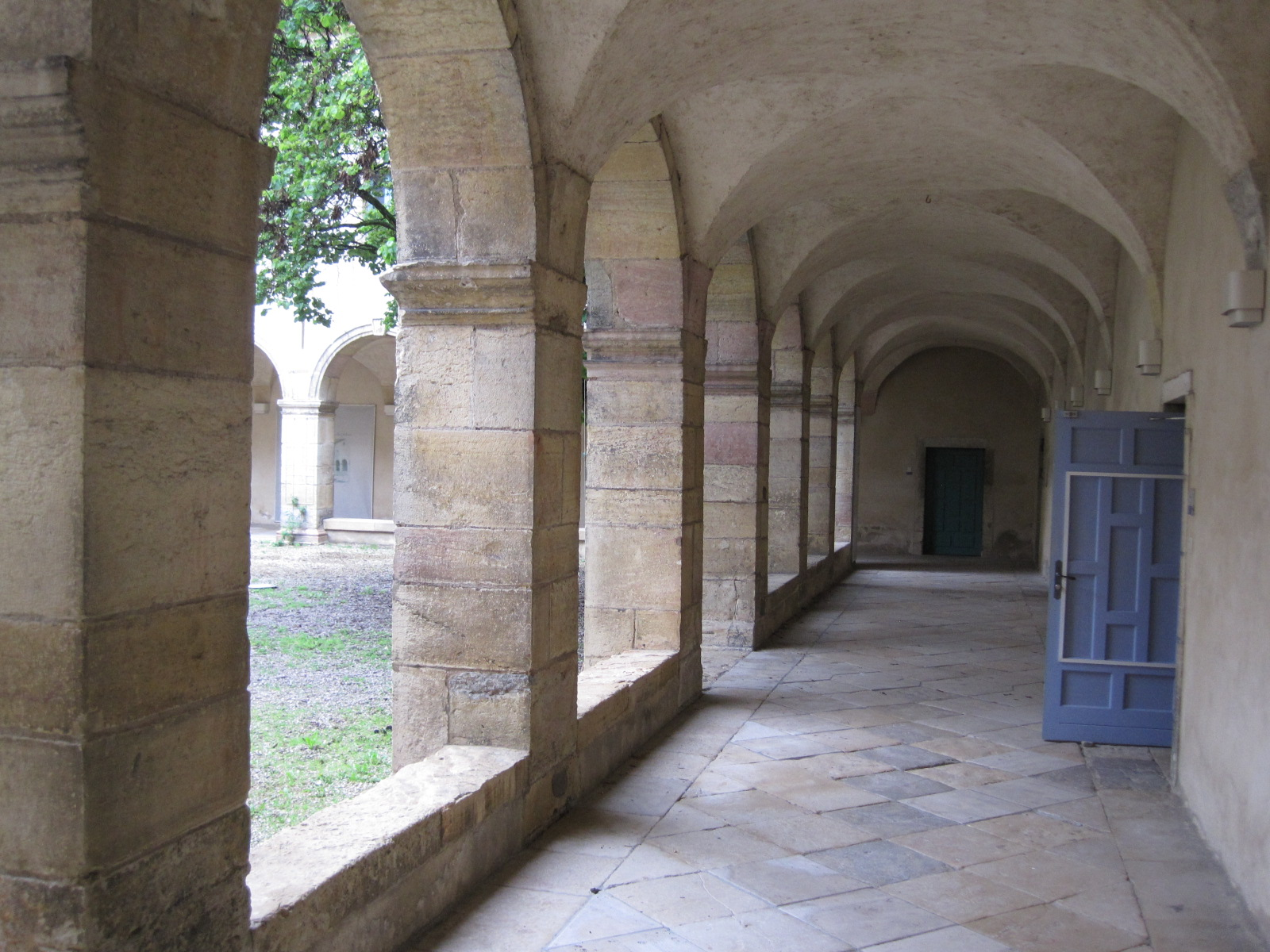

## Historique
Un édit royal de 1606 et un décret d'Urbain VIII demandant aux évêques d’installer les religieuses en ville afin d’assurer leur sécurité et veiller à leur comportement, Mgr Sébastien Zamet, évêque de Langres, entreprend de transférer les religieuses de Tart à Dijon le 24 mai 1623. D’abord de façon précaire, rue du Verbois - aujourd'hui rue Verrerie - puis de façon définitive de 1624 à 1632 après l’achat rue des Crais - aujourd'hui au 17 rue Sainte-Anne - des parcelles nécessaires à la construction des cellules, du réfectoire et de la chapelle. Les religieuses y adoptent la règle de Rumilly.
Elles demandent à un frère de la congrégation de l'Oratoire, Louis Trestournel, d'établir les plans de leur église  construite de 1699 à 1709, et placée sous le vocable de l'Assomption de la Vierge et de saint Étienne Harding dont le portrait orne le portail avec celui de saint Bernard de Clairvaux. La construction définitive du monastère ne s'achève qu'en 1767. À la Révolution française, les Bernardines sont chassées, le monastère est déclaré bien national et transformé en caserne, puis abrite des œuvres d'art.
De 1803 à 1974 le monastère abrite l'« Hospice Sainte-Anne » ou « Hôtel-Dieu Sainte-Anne », un orphelinat fondé au XVIIe siècle par Pierre Odebert, président du parlement de Bourgogne, et son épouse Odette Maillard. Depuis 1993, le monastère abrite le musée de la Vie Bourguignonne Perrin de Puycousin et l'église abrite le musée d'art sacré de Dijon inauguré en 1980.

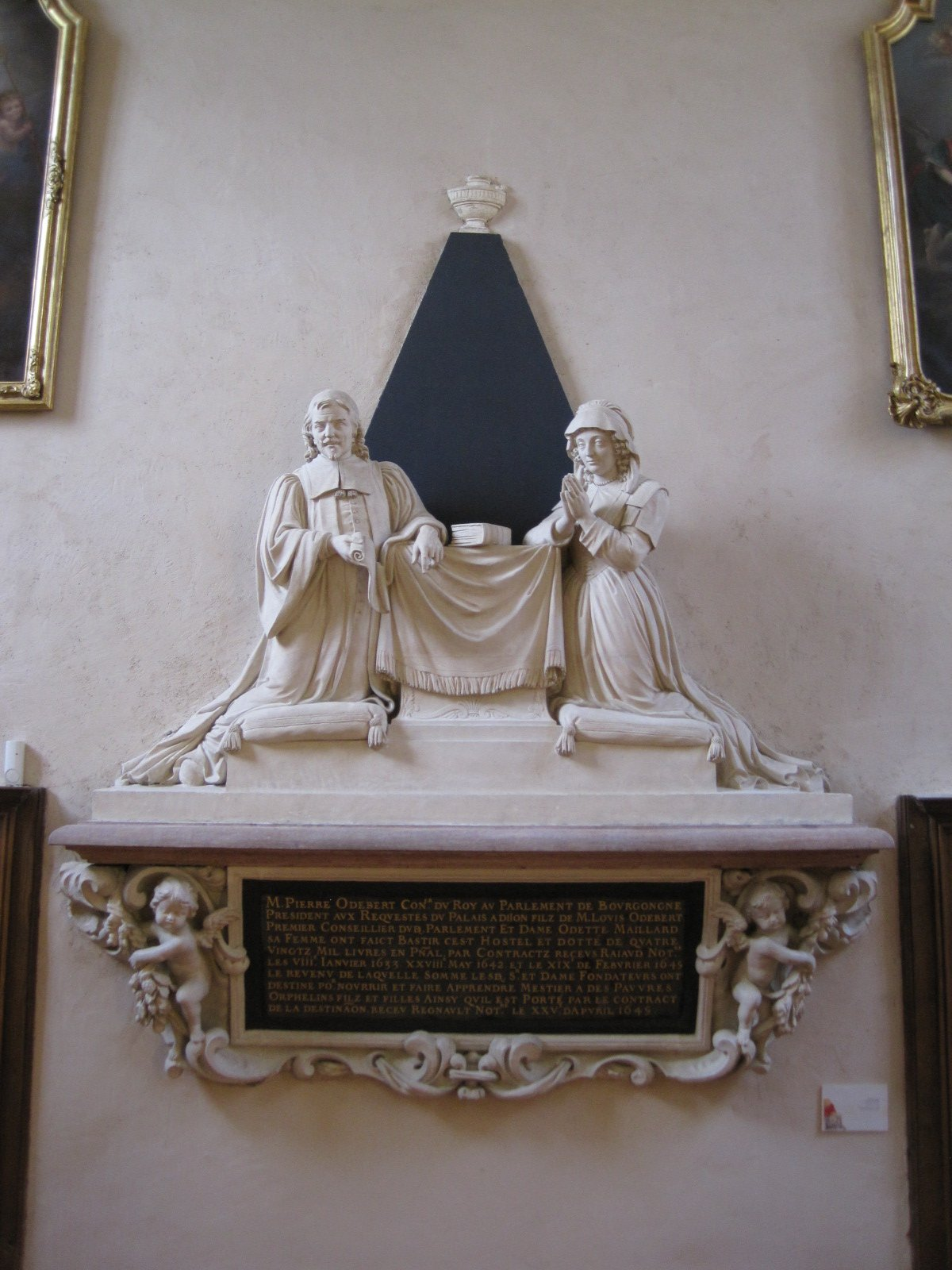
Cénotaphe de Pierre Odebert et Odette Maillard, fondateurs de l’Hôtel-Dieu Sainte-Anne (musée d'art sacré de Dijon).

## Abbesses
- 1618-1629 : Jeanne V Françoise de Courcelles de Pourlant, en religion sœur Jeanne de Saint-Joseph (1).
- 1629-1632 : Marie I de Toulorge[2].
- 1632-1637 : Agnès II Arnauld de La Mothe-Villeneuve d'Andilly.
- 1637-1643 : Jeanne V Françoise de Courcelles de Pourlant.
- 1643-1646 : Marthe de La Tournelle.
- 1646-1651 : Jeanne V Françoise de Courcelles de Pourlant.
- 1651-1656 : Marie II Meunier.
- 1656-1659 : Madeleine de Militin de Layet.
- 1659-1665 : Christine d'Arvisenet.
- 1665-1671 : Catherine VI Courtot.
- 1671-1675 : Christine d'Arvisenet.
- 1675-1683 : Claire Messié de Saint-Antoine.
- 1683-1687 : Catherine VI Courtot.
- 1687-1694 : Claudine II Fevret de Saint-Mesmin.
- 1694-1700 : Anne II Aimée de La Michodière.
- 1700-1707 : Dorothée-Vivande Quarré d'Aligny de Châteauregnault[3].
- 1707-1713 : Claudine II Fevret de Saint-Mesmin.
- 1713-1719 : Dorothée-Vivande Quarré d'Aligny de Châteauregnault.
- 1719-1725 : Claudine II Fevret de Saint-Mesmin.
- 1725-1731 : Anne III Françoise Tisserand.
- 1731-1790 : Claudine III Françoise-Michèle Gagne de Perrigny.